# روبن گیانجتسیان
روبن مکرتچی گیایان (ارمنی: Ռուբեն Մկրտչի Գյանջեցյան؛  زادهٔ ۳۰ اوت ۱۸۸۵ - درگذشته ۲۳ نوامبر ۱۹۵۴) یک پزشک و درمان‌شناس اهل ارمنستان بود.

## زندگی‌نامه
در ۳۰ اوت ۱۸۸۵ در شکی به دنیا آمد و از آموزشگاه رئالیستی شوشی و دانشگاه مونپلیه (۱۹۱۳) فارغ‌التحصیل شد. وی در دانشگاه پزشکی دولتی ایروان فعالیت می‌کرد.  وی همچنین برنده دانشمند شایسته ارمنستان شوروی (۱۹۴۱) و نشان ستاره سرخ شده است. وی در ۲۳ نوامبر ۱۹۵۴ در سن ۶۹ سالگی در ایروان درگذشت.

## یادداشت
1. ↑  թերապևտ